# Guioa lasioneura
Guioa lasioneura är en kinesträdsväxtart som beskrevs av Ludwig Radlkofer. Guioa lasioneura ingår i släktet Guioa och familjen kinesträdsväxter. Inga underarter finns listade i Catalogue of Life.